# Bayou Country
《Bayou Country》는  1969년 1월 15일, 판타지 레코드에서 발매한 미국의 록 밴드 크리던스 클리어워터 리바이벌의 두 번째 스튜디오 음반으로, 그해 크리던스 클리어워터 리바이벌이 발매한 세 장의 음반 중 첫 번째 음반이다. 《Bayou Country》는 빌보드 200 차트에서 7위를 차지했으며 밴드의 첫 번째 2위 히트 싱글인 〈Proud Mary〉를 프로듀싱했다.

## 배경
블루 벨벳과 골리워즈로 10년간 고군분투한 끝에 가수 겸 기타리스트 존 포거티, 그의 형 기타리스트 톰 포거티, 베이시스트 스투 쿡, 드러머 더그 클리퍼드가 1968년 6월, 〈Susie Q〉로 11번 히트 싱글을 기록했다. 그들의 자작 음반은 《빌보드》 음반 차트에서 52위로 정점을 찍었다. 그러나 새롭게 발견된 성공에도 불구하고, 존 포거티가 거의 모든 수준에서 밴드를 장악하고 있기 때문에 네 명의 멤버들 사이에 이미 불만의 씨앗이 심어져 있었다. "우리가 첫 번째 음반을 한 지점이 있었습니다. 모두들 제 충고를 들어주었습니다. 아무도 그것에 대해 너무 많이 생각하지 않았다고 생각해요."라고, 포거티는 1993년 《롤링 스톤》의 마이클 골드버그에게 이렇게 회상했다. "하지만 두 번째 음반인 《Bayou Country》를 만들면서 진짜 대립각을 세웠습니다. 모든 사람들이 노래하고, 쓰고, 자신만의 계획을 짜고 싶어했죠, 그렇죠? 이것은 10년 간의 고군분투 끝에 일어난 일입니다. 이제 우리는 스포트라이트를 받았습니다. 앤디 워홀은 15분 동안 명성을 얻었습니다. 〈Suzie Q〉는 우리가 본 것만큼 컸어요. 물론, 그렇게 크지는 않았어요...세차장으로 돌아가고 싶지 않았어요." 2007년, 포거티는 《피치포크》의 조슈아 클라인에게 이렇게 말했다. "저는 우리가 세계에서 가장 작은 음반사에 있고, 우리 뒤에 돈이 없고, 매니저도 없고, 홍보원도 없다고 결정했습니다. 우리는 기본적으로 보통 스타를 만드는 기계는 하나도 가지고 있지 않았어요. 그래서 저는 그냥 음악으로 해야겠다고 혼자 말했죠. 기본적으로 저는 비틀즈가 했던 것을 하고 싶었습니다. 그냥 내가 직접 해야 한다는 것을 감지했어요."

## 평가
| 전문가 평가            | 전문가 평가 |
| 평가 점수              | 평가 점수   |
| 출처                   | 점수        |
| ---------------------- | ----------- |
| AllMusic               | [ 6 ]       |
| Rolling Stone original | (neutral)   |
| Rolling Stone reissue  | [ 7 ]       |

초기 리뷰에서 《롤링 스톤》은 이 음반이 모순이라는 큰 결함으로 인해 고통을 받았다고 생각했고, "좋은 컷은 매우 훌륭하지만 나쁜 컷은 성공하지 못한다"고 말했다. 이번 리뷰는 타이틀곡 〈Born on the Bayou〉와 〈Proud Mary〉에서는 긍정적이지만, 다른 곡들 중 상당수는 독창성이 부족하다고 생각했다. 전반적으로 음반의 소재에 대해 "항상 강한 것은 아니지만, 크리던스 클리어워터 리바이벌은 이 문제를 극복할 만큼 충분히 신나는 연주를 한다"고 평가했다. 2008년 40주년 기념일에 이 음반을 재발매한 것에 대해, 이 음반은 5개 중 3.5개의 별을 얻었다.
이 음반은 《죽기 전에 꼭 들어야 할 앨범 1001》에 수록됐다.
이 음반은 1970년 12월 16일, 미국 음반 산업 협회에 의해 처음 골드 인증을 받았으며, 1990년 12월 13일, 더블 플래티넘을 받았다.

## 곡 목록
모든 곡들은 특별한 언급이 없는 한 존 포거티에 의해 작사/작곡하였다.
| #  | 제목                  | 재생 시간 |
| -- | --------------------- | --------- |
| 1. | 〈Born on the Bayou〉 | 5:16      |
| 2. | 〈Bootleg〉           | 3:03      |
| 3. | 〈Graveyard Train〉   | 8:37      |

| #  | 제목                       | 작사·작곡                    | 재생 시간 |
| -- | -------------------------- | ---------------------------- | --------- |
| 1. | 〈Good Golly, Miss Molly〉 | 로버트 블랙웰, 존 마라스칼코 | 2:44      |
| 2. | 〈Penthouse Pauper〉       |                              | 3:39      |
| 3. | 〈Proud Mary〉             |                              | 3:09      |
| 4. | 〈Keep On Chooglin'〉      |                              | 7:43      |

## 인증
| 국가                       | 인증        | 판매량/출하량 |
| -------------------------- | ----------- | ------------- |
| 미국 (RIAA)                | 2× 플래티넘 | 2,000,000^    |
| ^출하량을 기반으로 한 인증 |             |               |